# Calderón-hídi csata
A calderón-hídi csata a mexikói függetlenségi háború egyik ütközete volt, amelynek során a függetlenségért harcoló felkelők súlyos vereséget szenvedtek a spanyol hadaktól.

## Története
Az 1810-ben kezdődött mexikói függetlenségi háború fővezére, Miguel Hidalgo y Costilla az év végén Guadalajarában kormányt alakított, és kimondta az ország függetlenségét. Ezt azonban még nem tudta érvényesíteni, mivel végleges katonai győzelmet még nem arattak a spanyolok felett. 1811. január 17-én meg is érkeztek Félix María Calleja katonái Guadalajara közelébe, ahol Zapotlanejo mellett, a 17. században épült Calderón-hídnál összeütközésbe kerültek Hidalgo és Ignacio Allende seregével. A függetlenségiek 80–90 000 ezren voltak (ebből 20 000 lovas, a többi nagyrészt indián és mesztic) és 95 ágyú is tartozott hozzájuk, ám többnyire katonailag képzetlen emberekről volt szó, és csak 3000-nek volt közülük puskája. A többiek lándzsákkal, kapákkal, macsetékkel, íjakkal és kezdetleges gránátokkal voltak felszerelve. A spanyolok ellenben, bár csak 6000-en voltak, jól képzett és jól felszerelt emberekkel rendelkeztek.
A felkelők 67 ágyút sorakoztattak fel a folyó partján, további 28 kisebbet pedig a környező dombokon helyeztek el. Az utóvédbe csoportosították a tartalék gyalogságot, amelyhez a legfegyelmezetlenebb emberek tartoztak; itt tartózkodott Hidalgo is. A José Antonio Torres által irányított tüzérség jobb szélén felsorakozó lovasságot Mariano Abasolo vezette, míg a folyó déli oldalán Miguel Gómez Portugal egy osztaga foglalt helyet. A másik oldalon Calleja három oszlopba rendezte fegyelmezett seregét. A négy ágyúval rendelkező, lovasságból és gyalogságból álló bal szárnyat Manuel Flon, Cadena grófja vezette, a jobb szárnyat Miguel de Emparán lovassága alkotta, a harmadik rész élén pedig maga Calleja állt. Flon célja a felkelők jobb szárnyának támadása volt, Emparáné a tartalékoké, Calleja pedig arra készült fel, hogy ott és akkor avatkozzon be, ahol és amikor szükséges. Egyúttal megbízta José María Jalón ezredest azzal, hogy gyalogságával középen támadjon.
Reggel Flon serege előrenyomult, és véres összeütközésbe keveredett Torres egységeivel, akit azonban annak számbeli fölényének köszönhetően nem tudott visszaszorítani. Eközben Emparán támadását Gómez Portugal visszaverte, sőt, Emparán a fején meg is sebesült. Calleja úgy döntött, megerősíti a támadást: átkelt a hídon, hogy rátámadjon a felkelők bal szárnyára, végül sikerült hét ágyút zsákmányolnia és elfoglalnia az északi dombot. Itt szerzett tudomást a sereg másik két részének szorult helyzetéről. Flon annak ellenére sem bírt Torresszel, hogy újabb két ágyú, a gránátosok második zászlóalja, valamint két újabb lovas alakulat érkezett segítségére. Calleja Jalónt Emparán megerősítésére küldte (így Gómez Portugal támadásait ott már vissza tudták verni), valamint a Flon szárnyából szétszóródott embereket egybegyűjtötte a hídon.
Hatórányi küzdelem után a spanyolok veresége már elkerülhetetlennek látszott. Ekkor azonban egy gránát felrobbantotta a függetlenségiek egyik lőszeres kocsiját, ez pedig óriási zavart okozott soraikban, sokakat megfutamított, ráadásul a környező legelő füve is felgyulladt. Calleja kihasználta a helyzetet, dragonyosaival bal oldalról rárontott a szétszóródott ellenségre, és szinte az összes ágyújukat megszerezte. A függetlenségieknek ekkor már csak egy hat ágyúból álló kisebb egysége maradt egy dombtetőn, de néhány perc alatt ezt is elvesztették. Délután négy körül a spanyol lovasok üldözőbe vették a menekülő felkelőket, Flon pedig a maradék harcosokra rontott rá, azonban egyik utolsó akciójukkal csapdába ejtették és megölték.

## Következmények
Másnap Calleja diadalmasan bevonult Guadalajarába. A városban szerkesztett függetlenségi lapnak, az El Despertador Americanónak az utolsó száma a csata napján jelent meg. Egyúttal útnak indították José de la Cruz erőit, hogy foglalja vissza a felkelők kezén levő nayariti kikötőt, San Blast is.
A felkelők közül Abasolo emberei hagyták el elsőként csatateret, és Guadalajarába menekültek, ahol titokban próbálták tartani a vereség hírét, sőt, 18-án reggel, amikor Hidalgo is visszaért a városba, kihirdették, hogy győzelmet arattak, és még a harangokat is megkongatták ennek örömére. Hidalgóék egész nap a városban maradtak, majd másnap Aguascalientes irányába hagyták el azt. Néhány nap múlva a Pabellón haciendán megtartott gyűlésükön Hidalgót kiáltották ki felelősnek a vereségért, és megfosztották a függetlenségi mozgalom főparancsnoki tisztségétől; helyette Ignacio Allendét nevezték ki.
Az utókor a Calderón-híd középső ívére egy emléktáblát helyezett el a következő felirattal: „Itt, 1811. január 17-én a sors ellenséges volt a haza atyjával, Miguel Hidalgo y Costillával és don Ignacio Allende tábornokkal.”